# Livio La Padula
Livio La Padula (Vico Equense, 20 de noviembre de 1985) es un deportista italiano que compitió en remo.
Ganó ocho medallas en el Campeonato Mundial de Remo entre los años 2004 y 2014, y una medalla de oro en el Campeonato Europeo de Remo de 2010.
Participó en los Juegos Olímpicos de Río de Janeiro 2016, ocupando el cuarto lugar en la prueba de cuatro sin timonel ligero.

## Palmarés internacional
| Campeonato Mundial | Campeonato Mundial          | Campeonato Mundial | Campeonato Mundial      |
| Año                | Lugar                       | Medalla            | Prueba                  |
| ------------------ | --------------------------- | ------------------ | ----------------------- |
| 2004               | Bañolas (España)            | Medalla de plata   | Ocho con timonel ligero |
| 2006               | Eton (Reino Unido)          | Medalla de oro     | Ocho con timonel ligero |
| 2007               | Múnich (Alemania)           | Medalla de bronce  | Ocho con timonel ligero |
| 2009               | Poznań (Polonia)            | Medalla de oro     | Ocho con timonel ligero |
| 2010               | Cambridge (Nueva Zelanda)   | Medalla de bronce  | Ocho con timonel ligero |
| 2011               | Bled (Eslovenia)            | Medalla de plata   | Ocho con timonel ligero |
| 2012               | Plovdiv (Bulgaria)          | Medalla de plata   | Ocho con timonel ligero |
| 2014               | Ámsterdam (Países Bajos)    | Medalla de plata   | Ocho con timonel ligero |
| Campeonato Europeo |                             |                    |                         |
| Año                | Lugar                       | Medalla            | Prueba                  |
| 2010               | Montemor-o-Velho (Portugal) | Medalla de oro     | Ocho con timonel ligero |